# Enid Hartle
Enid Hartle (16. prosince 1935 – 1. prosince 2008) byla anglická operní pěvkyně.

## Život
Narodila se v Sheffieldu. Studovala zpěv na londýnské Guildhall School of Music and Drama a následně soukromě u maďarské pěvkyně Very Rózsy. Počátkem šedesátých let zpívala vokál při britské premiéře skladby „Koncert pro klavír a orchestr s árií“ od amerického skladatele Johna Cage (na klavír hrál Michael Garrett a dirigentem byl John Cale). V roce 1968 zpívala ve sboru na anglickém operním festivalu Glyndebourne Festival Opera a následujícího roku s festivalovým souborem absolvovala turné, při němž zpívala roli Filipjevny v Čajkovského opeře Evžen Oněgin. Vystupovala například v Torontu či Amsterdamu. Rovněž se účastnila nahrávání stejné opery pod vedením Georga Soltiho. Později zpívala v mnoha dalších operách, mezi něž patřily například Kouzelná flétna, La Calisto, Albert Herring, Arabella a Ariadna na Naxu. Zpívala mezzosopránem lyrického charakteru.